# Mistrzostwa Świata w Futbolu Amerykańskim 1999
Mistrzostwa Świata w Futbolu Amerykańskim 1999 – pierwsze Mistrzostwa świata w futbolu amerykańskim mężczyzn, które odbyły się we włoskim Palermo (na Velodromo Paolo Borsellino) w dniach 24 czerwca - 4 lipca. Stany Zjednoczone nie uczestniczyły w rozgrywkach, ponieważ zostały włączone do federacji IFAF dopiero w 2002 roku. Mistrzostwa zorganizowała Międzynarodowa Federacja Futbolu Amerykańskiego (IFAF). 

## Grupa A
| Team      | Mecze | Zwycięstwa | Porażki | Zdobyte punkty | Stracone punkty |
| --------- | ----- | ---------- | ------- | -------------- | --------------- |
| Meksyk    | 2     | 2          | 0       | 143            | 0               |
| Włochy    | 2     | 1          | 1       | 28             | 61              |
| Finlandia | 2     | 0          | 2       | 7              | 117             |

| 24.06.1999 | Włochy | 28–7 (7–0, 7–7, 7–0, 7–0) | Finlandia |  |

| 27.06.1999 | Meksyk | 89–0 (24–0, 35–0, 8–0, 22–0) | Finlandia |  |

| 30.06.1999 | Meksyk | 54–0 (21–0, 7–0, 12–0, 14–0) | Włochy |  |

## Grupa B
| Drużyna   | Mecze | Zwycięstwa | Porażki | Zdobyte punkty | Stracone punkty |
| --------- | ----- | ---------- | ------- | -------------- | --------------- |
| Japonia   | 2     | 2          | 0       | 82             | 7               |
| Szwecja   | 2     | 1          | 1       | 29             | 34              |
| Australia | 2     | 0          | 2       | 6              | 76              |

| 26.06.1999 | Szwecja | 22–6 (7–0, 3–6, 6–0, 6–0) | Australia |  |

| 28.06.1999 | Japonia | 24–14 (7–0, 7–0, 7–14, 3–0) | Szwecja |  |

| 03.07.1999 | Japonia | 54–0 (14–0, 16–0, 14–0, 10–0) | Australia |  |

## Mecz o 5. miejsce
| ? | Australia | 10–7 (0–0, 0–7, 0–0, 10–0) | Finlandia |  |

## Mecz o 3. miejsce
| 03.07.1999 | Szwecja | 38–13 (10–0, 13–6, 3–7, 12–0) | Włochy |  |

## Finał
| 04.07.1999 | Japonia | 6–0 (0–0, 0–0, 0–0, 6–0) | Meksyk |  |

## Zwycięzca
| Zwycięzca Mistrzostw Świata w Futbolu Amerykańskim Mężczyzn 1999 |
| ---------------------------------------------------------------- |
| Japonia I. TYTUŁ                                                 |

## Statystyki
| Poz. | Drużyna   | Mecze | Zwycięstwa | Przegrane | Zdobyte punkty | Stracone punkty | Różnica |
| ---- | --------- | ----- | ---------- | --------- | -------------- | --------------- | ------- |
| 1    | Japonia   | 3     | 3          | 0         | 88             | 7               | +81     |
| 2    | Meksyk    | 3     | 2          | 1         | 143            | 6               | +137    |
| 3    | Szwecja   | 3     | 2          | 1         | 67             | 47              | +20     |
| 4    | Włochy    | 3     | 1          | 2         | 66             | 99              | -33     |
| 5    | Australia | 2     | 0          | 2         | 6              | 76              | -70     |
| 6    | Finlandia | 2     | 0          | 2         | 7              | 117             | -110    |